# 伍德朗 (馬里蘭州巴爾的摩縣)
伍德朗（英語：Woodlawn）是位於美國馬里蘭州巴爾的摩縣的一個普查規定居民點。

## 人口
根據2020年美國人口普查的數據，伍德朗的面積為24.79平方千米，當中陸地面積為24.71平方千米，而水域面積為0.08平方千米。當地共有人口39986人，而人口密度為每平方千米1,612.99人。